# Tamsica hydrophila
Tamsica hydrophila là một loài bướm đêm thuộc họ Crambidae. Nó là loài đặc hữu của Oahu.